# Miyake (Tokio)
Miyake (三宅村 Miyake-mura?) es una villa de Japón de las islas Izu, administrativamente parte de la subprefectura de Miyake, dependiente de la Metrópolis de Tokio. Según datos del 2010, el pueblo tiene una población estimada de 2.353 habitantes y una densidad de 42,4 personas por km². El área total es de 55,50 km².
Fue creado como villa el 1 de octubre de 1946 tras la fusión de tres villas. Luego el 1 de febrero de 1956 se fusionó con otras dos villas quedando en su forma actual. Geográficamente abarca casi en su totalidad la isla de Miyakejima y el resto al pequeño archipiélago deshabitado de Ōnoharajima, al OSO de Miyakejima. En Miyakejima se distingue el monte Oyama, un volcán activo del cual en el 2000 ocurrió una serie de erupciones que obligaron deshabitar la isla hasta 2005, aunque actualmente sigue emanando gases sulfúricos.

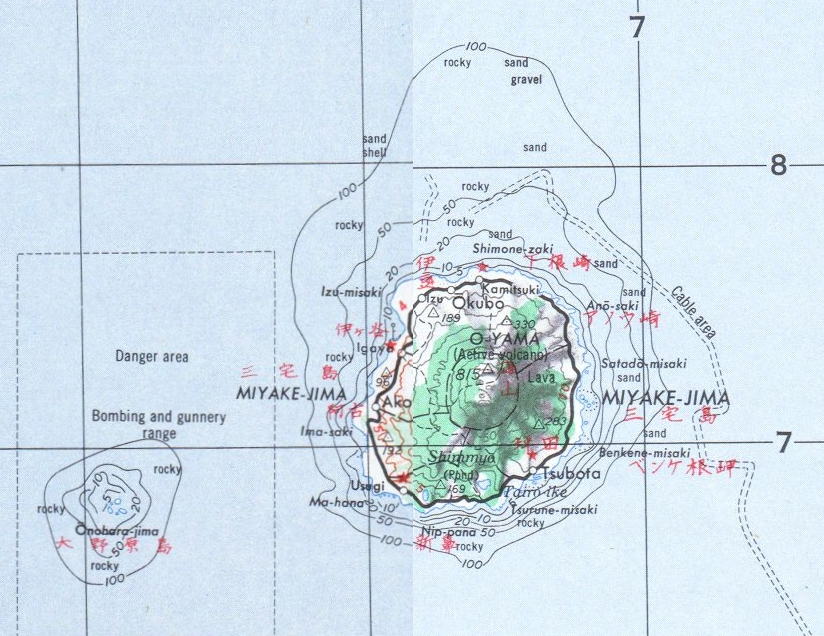
Mapa de la villa de Miyake, mostrando Miyakejima al este y Ōnoharajima al oeste.